# Panair do Brasil (documentário)
Panair do Brasil é um documentário brasileiro lançado em 2007, produzido e dirigido por Marco Altberg.

## Sinopse
O filme narra a história da companhia aérea brasileira Panair do Brasil, desde sua fundação, em 1929, até seu polêmico fechamento, em 1965, abordando ainda a união dos ex-funcionários até os dias de hoje. Conta com depoimentos, entre outros, de Arthur da Távola, Eduardo Suplicy, Milton Nascimento, Norma Bengell e Fernando Brant.